# Allée du Canal
 (août 2021).
Pour les articles homonymes, voir Canal.
L'allée du Canal est une voie située dans le 19e arrondissement de Paris, en France.